# Anthurium albobueyense
Anthurium albobueyense är en kallaväxtart som beskrevs av Thomas Bernard Croat. Anthurium albobueyense ingår i släktet Anthurium och familjen kallaväxter. Inga underarter finns listade.